# A Gangster's Story: 1984–1996
Albums de Schoolly D
The Jive Collection, Volume 3
(1995) The Collection
(1999)
A Gangster's Story: 1984–1996 est une compilation de Schoolly D, sortie le 6 août 1996.

## Liste des titres
| No  | Titre                     | Album original                              | Durée |
| --- | ------------------------- | ------------------------------------------- | ----- |
| 1.  | A Gangster's Story        | Inédit                                      | 4:47  |
| 2.  | P.S.K. What Does It Mean? | Schoolly D                                  | 5:07  |
| 3.  | B-Boy Rhyme and Riddle    | Compilation artistes divers Steal This Disc | 4:51  |
| 4.  | Mr. Big Dick              | Smoke Some Kill                             | 4:30  |
| 5.  | Parkside 5-2              | Saturday Night! – The Album                 | 5:05  |
| 6.  | Only the Best             | Inédit                                      | 4:58  |
| 7.  | Gucci Time                | Schoolly D                                  | 5:27  |
| 8.  | King of New York          | How a Black Man Feels                       | 4:08  |
| 9.  | Saturday Night            | Saturday Night! – The Album                 | 4:16  |
| 10. | Sometimes...              | Inédit                                      | 4:36  |